# Бадмінтон на Європейських іграх 2023
Змагання зі настільного тенісу на Європейських іграх 2023 року пройшли у місті Тарнів з 26 червня по 2 липня 2023 року. Ці змагання мали статус чемпіонату Європи.

## Медальний залік
*   Країна-господарка ( Польща)
| Місце               | Країна                | Золото | Срібло | Бронза | Загалом |
| ------------------- | --------------------- | ------ | ------ | ------ | ------- |
| 1                   | Данія (DEN)           | 2      | 1      | 1      | 4       |
| 2                   | Нідерланди (NED)      | 1      | 1      | 0      | 2       |
| 3                   | Іспанія (ESP)         | 1      | 0      | 0      | 1       |
| 3                   | Болгарія (BUL)        | 1      | 0      | 0      | 1       |
| 5                   | Франція (FRA)         | 0      | 2      | 3      | 5       |
| 6                   | Велика Британія (GBR) | 0      | 1      | 3      | 4       |
| 7                   | Німеччина (GER)       | 0      | 0      | 1      | 1       |
| 7                   | Ізраїль (ISR)         | 0      | 0      | 1      | 1       |
| 7                   | Швейцарія (SUI)       | 0      | 0      | 1      | 1       |
| Загалом (9 збірних) | Загалом (9 збірних)   | 5      | 5      | 10     | 20      |

## Результати
| Дисципліна    | Золото                                    | Срібло                                | Бронза                                    |
| ------------- | ----------------------------------------- | ------------------------------------- | ----------------------------------------- |
| Чоловіки      | Віктор Аксельсен (DEN)                    | Крісто Попов (FRA)                    | Тома Жуніор Попов (FRA)                   |
| Чоловіки      | Віктор Аксельсен (DEN)                    | Крісто Попов (FRA)                    | Міша Зільберман (ISR)                     |
| Чоловічі пари | Данія Кім Аструп Андерс Скааруп Расмуссен | Велика Британія Бен Лейн Сін Венді    | Велика Британія Александер Данн Адам Голл |
| Чоловічі пари | Данія Кім Аструп Андерс Скааруп Расмуссен | Велика Британія Бен Лейн Сін Венді    | Франція Крісто Попов Тома Жуніор Попов    |
| Жінки         | Кароліна Марін (ESP)                      | Міа Бліхфельдт (DEN)                  | Кірсті Ґілмор (GBR)                       |
| Жінки         | Кароліна Марін (ESP)                      | Міа Бліхфельдт (DEN)                  | Дженджіра Штадельман (SUI)                |
| Жіночі пари   | Болгарія Габріела Стоєва Стефані Стоєва   | Нідерланди Дебора Джіллі Шеріл Сейнен | Франція Марго Ламберт Анн Тран            |
| Жіночі пари   | Болгарія Габріела Стоєва Стефані Стоєва   | Нідерланди Дебора Джіллі Шеріл Сейнен | Німеччина Лінда Ефлер Ізабел Лохау        |
| Змішані пари  | Нідерланди Робін Табелінг Селена Пік      | Франція Том Жикель Дельфін Дельрю     | Велика Британія Маркус Елліс Лорен Сміт   |
| Змішані пари  | Нідерланди Робін Табелінг Селена Пік      | Франція Том Жикель Дельфін Дельрю     | Данія Матіас Крістіансен Олександра Беє   |